# Blake Edwards
Blake Edwards, ursprungligen William Blake Crump, född 26 juli 1922 i Tulsa i Oklahoma, död 15 december 2010 i Santa Monica i Kalifornien, var en amerikansk filmregissör, filmproducent, skådespelare och manusförfattare.

## Biografi
Blake Edwards föddes i Tulsa, Oklahoma, men flyttade som barn till Los Angeles, Kalifornien, där han sedan växte upp.
Mest känd är han kanske för Rosa Pantern-filmerna med Peter Sellers i huvudrollen som kommissarie Clouseau. Över huvud taget var Edwards mest framgångsrik när han gjorde komedier, med filmen Dagen efter rosorna (1962) som ett undantag .
2004 blev han tilldelad en heders-Oscar som tack för det han åstadkommit ända sedan 1940-talet.
Blake Edwards var gift med Julie Andrews från 12 november 1969 fram till sin död.

## Filmografi (urval)
- 1943 – Hjältar dö aldrig (roll, ej krediterad)
- 1944 – Spökskeppet (roll, ej krediterad)
- 1944 – 30 sekunder över Tokyo (roll, ej krediterad)
- 1945 – De skulle offras (roll, ej krediterad)
- 1946 – Fallet Martha Ivers (roll, ej krediterad)
- 1946 – De bästa åren (roll, ej krediterad)
- 1954–1955 – The Mickey Rooney Show (TV-serie) (manus, 33 avsnitt)
- 1955 – Min syster Eileen (manus)
- 1957 – Operation brudar (manus)
- 1957–1960 – Richard Diamond, Private Detective (TV-serie) (manus, 77 avsnitt)
- 1958 – I dag är jag kär (manus och regi)
- 1959 – Operation kjoltyg (regi)
- 1959–1960 – Mr. Lucky (TV-serie) (manus, 34 avsnitt)
- 1961 – Frukost på Tiffany's (regi)
- 1962 – Fruktans grepp (regi)
- 1962 – Dagen efter rosorna (regi)
- 1962 – Den misstänkta värdinnan (manus)
- 1963 – Vild och galen (manus)
- 1963 – Den rosa pantern (manus och regi)
- 1964 – Ett skott i mörkret (manus och regi)
- 1965 – Den stora kapplöpningen jorden runt (manus och regi)
- 1966 – Vad gjorde du egentligen i kriget, farsan? (manus och regi)
- 1968 – Oh, vilket party! (manus och regi)
- 1969 – The Pink Panther Show (TV-serie) (manus, 12 avsnitt)
- 1970 – Darling Lili (manus och regi)
- 1971 – Två red ut (manus och regi)
- 1974 – Snärjd i nätet (manus och regi)
- 1975 – Den Rosa Pantern kommer tillbaka (manus och regi)
- 1976 – Rosa Pantern slår igen (manus och regi)
- 1978 – Rosa Panterns hämnd (manus och regi)
- 1979 – Blåst på konfekten (manus och regi)
- 1981 – S.O.B. - paniken i drömfabriken! (manus och regi)
- 1982 – Victor/Victoria (manus och regi)
- 1982 – Jakten på Rosa pantern (manus och regi)
- 1983 – Rosa panterns förbannelse (manus och regi)
- 1983 – Brudar på hjärnan (manus och regi)
- 1984 – En fru för mycket (regi)
- 1984 – City Heat (manus)
- 1986 – En salig röra (manus och regi)
- 1986 – Sånt är livet (manus och regi)
- 1987 – Blind Date (regi)
- 1988 – Sunset (manus och regi)
- 1989 – Lösa förbindelser (manus och regi)
- 1991 – Switch (manus och regi)
- 1993 – Rosa Panterns son (manus och regi)